# Discografia de Miyavi
A discografia do músico japonês Miyavi consiste em 16 álbuns de estúdio, 2 EPs, 1 álbum de remix, 2 álbuns de compilação, 6 álbuns ao vivo e 41 singles. Miyavi iniciou sua carreira solo em 2002 após fazer parte da banda visual kei Dué le quartz. Com a PS Company, lançou seus dois primeiros álbuns Gagaku (2002) e Galyuu (2003). Após se juntar a Universal, lançou Miyavizm (2005) que alcançou o top 10 da Oricon Albums Chart.

## Álbuns de estúdio
| Título                                                                                      | Detalhes                             | Posição de pico nas paradas | Posição de pico nas paradas | Vendas (Japão) |
| Título                                                                                      | Detalhes                             | Oricon                      | Billboard Japan             | Vendas (Japão) |
| ------------------------------------------------------------------------------------------- | ------------------------------------ | --------------------------- | --------------------------- | -------------- |
| Gagaku                                                                                      | - Lançamento: 31 de outubro de 2002  | —                           | —                           |                |
| Galyuu                                                                                      | - Lançamento: 2 de dezembro de 2003  | 44                          | —                           | 7,000          |
| Miyavizm                                                                                    | - Lançamento: 1 de junho de 2005     | 10                          | —                           | 18,000         |
| MYV Pops                                                                                    | - Lançamento: 2 de agosto de 2006    | 15                          | —                           | 14,000         |
| Miyaviuta ~Dokusou~                                                                         | - Lançamento: 13 de setembro de 2006 | 25                          | —                           | 7,000          |
| This Iz the Japanese Kabuki Rock                                                            | - Lançamento: 19 de março de 2008    | 25                          | 27                          | 11,000         |
| What's My Name?                                                                             | - Lançamento: 31 de outubro de 2010  | 26                          | 33                          | 5,000          |
| Miyavi                                                                                      | - Lançamento: 19 de junho de 2013    | 8                           | 8                           | 19,000         |
| The Others                                                                                  | - Lançamento: 15 de abril de 2015    | 10                          | 9                           | 9,000          |
| Fire Bird                                                                                   | - Lançamento: 31 de agosto de 2016   | 11                          | 11                          | 6,000          |
| Samurai Sessions, Vol. 2                                                                    | - Lançamento: 8 de novembro de 2017  | 11                          | 9                           | 9,000          |
| Samurai Sessions Vol.3: Worlds Collide                                                      | - Lançamento: 5 de dezembro de 2008  | 32                          | 27                          | 3,268          |
| No Sleep Till Tokyo                                                                         | - Lançamento: 24 de julho de 2019    | 17                          | 17                          | 4,255          |
| Holy Nights                                                                                 | - Lançamento: 22 de abril de 2020    | 11                          | 11                          | 3,048          |
| Imaginary                                                                                   | - Lançamento: 15 de setembro de 2021 | 25                          | 18                          | 2,269          |
| Lost in Love                                                                                | - Lançamento: 3 de abril de 2024     | 25                          | —                           | 1,295          |
| "—" denota que a gravação que não entrou na(s) parada(s) ou não foi lançada naquela região. |                                      |                             |                             |                |

## EPs
| Título                                                                                      | Detalhes                             | Posição de pico nas paradas | Posição de pico nas paradas | Vendas (Japão) |
| Título                                                                                      | Detalhes                             | Oricon                      | Billboard Japan             | Vendas (Japão) |
| ------------------------------------------------------------------------------------------- | ------------------------------------ | --------------------------- | --------------------------- | -------------- |
| 7 Samurai Sessions -We're Kavki Boiz-                                                       | - Lançamento: 18 de julho de 2007    | 44                          | -                           | 6.000          |
| Samurai Sessions vol.1                                                                      | - Lançamento: 14 de novembro de 2012 | 21                          | 17                          | 16.000         |
| "—" denota que a gravação que não entrou na(s) parada(s) ou não foi lançada naquela região. |                                      |                             |                             |                |

## Álbuns de compilação
| Título                                                                                      | Detalhes                                                                         | Posição de pico nas paradas | Posição de pico nas paradas | Vendas (Japão) |
| Título                                                                                      | Detalhes                                                                         | Oricon                      | Billboard Japan             | Vendas (Japão) |
| ------------------------------------------------------------------------------------------- | -------------------------------------------------------------------------------- | --------------------------- | --------------------------- | -------------- |
| Azn Pride -This Iz the Japanese Kabuki Rock-                                                | - Lançamento: 27 de junho de 2008 (Taiwan e Coreia) 27 de agosto de 2008 (Japão) | 44                          | 54                          | 4.000          |
| Victory Road to the King of Neo Visual Rock                                                 | - Lançamento: 22 de abril de 2009                                                | 65                          | 91                          | 3.000          |
| Fan's Best                                                                                  | - Lançamento: 24 de março de 2010                                                | 212                         | -                           | 1.000          |
| All Time Best "Day 2"                                                                       | - Lançamento: 5 de abril de 2017                                                 | 14                          | 13                          | 8.000          |
| "—" denota que a gravação que não entrou na(s) parada(s) ou não foi lançada naquela região. |                                                                                  |                             |                             |                |

## Álbuns de remix
| Título       | Detalhes                             | Posição de pico nas paradas | Posição de pico nas paradas | Vendas (Japão) |
| Título       | Detalhes                             | Oricon                      | Billboard Japan             | Vendas (Japão) |
| ------------ | ------------------------------------ | --------------------------- | --------------------------- | -------------- |
| Room No. 382 | - Lançamento: 24 de dezembro de 2008 | 127                         | 89                          | 4.000          |

## Álbuns ao vivo
| Título                                                                                                   | Detalhes                            |
| --- | ----------------------------------- |
| Gekokujou (激レア)                                                                                       | - Lançamento: 23 de julho de 2003   |
| Indies Last Live in Nippon Budokan (インディーズ・ラスト LIVE in 日本武道館)                             | - Lançamento: 1 de dezembro de 2004 |
| 25 Shunen Kinen Koen Tokyo Geijutsu Gekijo 5 Days -Dokuso- (25周年記念公演・東京芸術劇場５days 〜独奏〜) | - Lançamento: 2 de maio de 2007     |
| The Beginning of Neo Visualizm Tour 2007                                                                 | - Lançamento: 7 de maio de 2008     |
| Official Bootleg Live at Shinkiba Coast                                                                  | - Lançamento: 7 de maio de 2008     |
| Live in London 2011                                                                                      | - Lançamento: 2 de maio de 2011     |

## Singles
| Título                                                                                      | Ano  | Posição de pico nas paradas | Posição de pico nas paradas | Posição de pico nas paradas | Vendas (Japão)                            | Álbum                                     |
| Título                                                                                      | Ano  | Oricon                      | Billboard Top Singles Sales | Billboard Japan Hot 100     | Vendas (Japão)                            | Álbum                                     |
| ------------------------------------------------------------------------------------------- | ---- | --------------------------- | --------------------------- | --------------------------- | ----------------------------------------- | ----------------------------------------- |
| "Shindemo Boogie-Woogie" (死んでも Boogie-Woogie)                                           | 2002 | —                           | —                           | —                           |                                           | Não faz parte de um álbum                 |
| "Pop Is Dead"                                                                               | 2002 | —                           | —                           | —                           |                                           | Não faz parte de um álbum                 |
| "Jingle Bell" (ジングルベル)                                                                | 2002 | 40                          | —                           | —                           | 7,000                                     | Não faz parte de um álbum                 |
| "Jibun Kakumei-2003-" (自分革命-2003)                                                       | 2003 | 30                          | —                           | —                           | 6,000                                     | Não faz parte de um álbum                 |
| "Tariraritarara" (タリラリタラ)                                                             | 2003 | 42                          | —                           | —                           | 6,000                                     | Não faz parte de um álbum                 |
| "Coo Quack Cluck -Ku. Ku. Ru-" (Coo Quack Cluck -ク・ク・ル)                                | 2003 | 43                          | —                           | —                           | 4,000                                     | Galyuu                                    |
| "Ashita, Genki ni Naare (あしタ、元気ニなぁレ)                                              | 2004 | 22                          | —                           | —                           | 11,000                                    | Não faz parte de um álbum                 |
| "Rock no Gyakushuu -Super Star no Jouken-" (ロックの逆襲–スーパースターの条件)              | 2004 | 10                          | —                           | —                           | 29,000                                    | Miyavizm                                  |
| "21 Seikigata Koushinkyoku" (21世紀型行進曲)                                                | 2004 | 10                          | —                           | —                           | 29,000                                    | Não faz parte de um álbum                 |
| "Freedom Fighters"                                                                          | 2005 | 10                          | —                           | —                           | 18,000                                    | Miyavizm                                  |
| "Kekkonshiki no Uta" (結婚式の唄)                                                           | 2005 | 6                           | —                           | —                           | 29,000                                    | MYV Pops                                  |
| "Are You Ready to Rock?"                                                                    | 2005 | 6                           | —                           | —                           | 29,000                                    | MYV Pops                                  |
| "Señor Señora Señorita" (セニョール セニョーラ セニョリータ)                                | 2006 | 10                          | —                           | —                           | 25,000                                    | MYV Pops                                  |
| "Gigpig Boogie" (Gigpigブギ)                                                                | 2006 | 10                          | —                           | —                           | 25,000                                    | MYV Pops                                  |
| "Dear My Friend"                                                                            | 2006 | 6                           | —                           | —                           | 21,000                                    | MYV Pops                                  |
| "Itoshii Hito" (愛しい人)                                                                   | 2006 | 6                           | —                           | —                           | 21,000                                    | MYV Pops                                  |
| "Kimi Ni Negai Wo" (君に願いを)                                                             | 2006 | 26                          | —                           | —                           | 11,000                                    | MYV Pops                                  |
| "Sakihokoru Hana no You Ni" (咲き誇る華の様に)                                              | 2007 | 12                          | —                           | —                           | 17,000                                    | This Iz the Japanese Kabuki Rock          |
| "Kabuki Boiz" (歌舞伎男子)                                                                  | 2007 | 12                          | —                           | —                           | 17,000                                    | This Iz the Japanese Kabuki Rock          |
| "Subarashikikana, Kono Sekai" ("素晴らしきかな、この世界)                                   | 2007 | 13                          | —                           | —                           | 15,000                                    | This Iz the Japanese Kabuki Rock          |
| "Hi no Hikari Sae Todokanai Kono Basho De" (陽の光さえ届かないこ場所での, com Sugizo)       | 2008 | 10                          | 11                          | 40                          | 11,000                                    | This Iz the Japanese Kabuki Rock          |
| "Survive"                                                                                   | 2010 | —                           | —                           | —                           |                                           | What's My Name?                           |
| "Torture"                                                                                   | 2010 | 26                          | 36                          | —                           | 4,000                                     | What's My Name?                           |
| "What's My Name?"                                                                           | 2011 | 57                          | 54                          | 75                          | 2,000                                     | What's My Name?                           |
| "Strong" (com Kreva)                                                                        | 2011 | —                           | 19                          | 15                          | 3,000                                     | Samurai Sessions vol.1                    |
| "Day 1" (com Yuksek)                                                                        | 2012 | —                           | 38                          | 66                          |                                           | Samurai Sessions vol.1                    |
| "Ahead of the Light"                                                                        | 2013 | 21                          | 17                          | 21                          | 6,000                                     | Miyavi                                    |
| "Horizon"                                                                                   | 2013 | –                           | –                           | 49                          |                                           | Miyavi                                    |
| "Real?"                                                                                     | 2014 | 23                          | 19                          | 31                          | 4,000                                     | Não faz parte de um álbum                 |
| "Let Go"                                                                                    | 2014 | —                           | —                           | –                           |                                           | The Others                                |
| "The Others"                                                                                | 2015 | —                           | —                           | 46                          |                                           | The Others                                |
| "Afraid to Be Cool"                                                                         | 2016 | —                           | —                           | —                           |                                           | Fire Bird                                 |
| "Raise Me Up"                                                                               | 2016 | —                           | —                           | —                           |                                           | Fire Bird                                 |
| "Live to Die Another Day"                                                                   | 2017 | —                           | —                           | –                           |                                           | All Time Best "Day 2"                     |
| "Long Nights (World Mix)"                                                                   | 2018 | —                           | —                           | —                           |                                           | Fire Bird                                 |
| "In Crowd"                                                                                  | 2018 | —                           | —                           | —                           | Samurai Sessions Vol.3 - Worlds Collide - |                                           |
| "So On It"                                                                                  | 2018 | —                           | —                           | –                           |                                           | Não faz parte de um álbum                 |
| "Get Into My Heart" (com Kavka Shishido)                                                    | 2018 | —                           | —                           | –                           |                                           | Samurai Sessions Vol.3 - Worlds Collide - |
| "1000 Miles Away"                                                                           | 2019 | —                           | —                           | –                           |                                           | Não faz parte de um álbum                 |
| "Where Home Is"                                                                             | 2019 | —                           | —                           | –                           |                                           | Não faz parte de um álbum                 |
| "Senkyakubanrai" (千客万来, com Daoko)                                                      | 2019 | —                           | —                           | 65                          |                                           | No Sleep Till Tokyo                       |
| "Bang!"                                                                                     | 2020 | —                           | —                           | –                           |                                           | Holy Nights                               |
| "Need for Speed"                                                                            | 2020 | —                           | —                           | –                           |                                           | Holy Nights                               |
| "Holy Nights"                                                                               | 2020 | —                           | —                           | –                           |                                           | Holy Nights                               |
| "Over the Rainbow"                                                                          | 2020 | —                           | —                           | –                           |                                           | Não faz parte de um álbum                 |
| "New Gravity"                                                                               | 2021 | —                           | —                           | –                           |                                           | Imaginary                                 |
| "Imaginary" (com Kimbra)                                                                    | 2021 | —                           | —                           | –                           |                                           | Imaginary                                 |
| "Strike It Out"                                                                             | 2022 | 59                          | 63                          | –                           |                                           | Não faz parte de um álbum                 |
| "Futurism"                                                                                  | 2022 | –                           | –                           | –                           |                                           | Não faz parte de um álbum                 |
| "Ring Em Up"                                                                                | 2022 | –                           | –                           | –                           |                                           | Não faz parte de um álbum                 |
| "Rays"                                                                                      | 2023 | –                           | –                           | –                           |                                           | Não faz parte de um álbum                 |
| "Broken Fantasy / Tragedy Of Us"                                                            | 2024 | –                           | –                           | –                           |                                           | Lost In Love                              |
| "Running In My Head"                                                                        | 2024 | 38                          | 77                          | –                           | 1,000                                     | Não faz parte de um álbum                 |
| "—" denota que a gravação que não entrou na(s) parada(s) ou não foi lançada naquela região. |      |                             |                             |                             |                                           |                                           |

### Outros singles
| Título                                                                                      | Ano  | Posição de pico   | Álbum                                        |
| Título                                                                                      | Ano  | Billboard Hot 100 | Álbum                                        |
| ------------------------------------------------------------------------------------------- | ---- | ----------------- | -------------------------------------------- |
| "Unite" (com Rob Harvey)                                                                    | 2015 | 93                | The Others                                   |
| "Snakes" (com PVRIS)                                                                        | 2021 | -                 | Arcane (Soundtrack from the Animated Series) |
| "—" denota que a gravação que não entrou na(s) parada(s) ou não foi lançada naquela região. |      |                   |                                              |

## Videografia
- Hitorigei (一人芸, 21 de agosto de 2004)[1]
- Noriko no Ichi (のり子の一日, 12 de janeiro de 2005)[1]
- Hitorigei 2 (一人芸2, 7 de dezembro de 2005)[1]
- Hitorigei 3 (一人芸3, 20 de dezembro de 2006)[1]
- This Iz The Original Samurai Style (24 de dezembro de 2008)
- Neo Tokyo Samurai Black World Tour vol.1 (24 de março de 2010)
- Miyavi, The Guitar Artist Slap The World Tour 2014 (10 de setembro de 2014)

## Outros trabalhos
- A Piece of Water (6 de dezembro de 2006), guitarras em:[41]
  - "Christmas is..."
  - "Entre la soledad y el recuerdo"

## Participações
- Rock Nippon Noriko Shoji Selection - "Kimini Fancy Monky Vibration ~Dokusou?~" (君にファンキーモンキーバイブレーション~独奏?~, 24 de janeiro de 2007)[42]